# Парайнен (упразднённый город)
Па́райнен (фин. Parainen) или Па́ргас (швед. Pargas) — муниципальный район одноимённого города, в прошлом город в провинции Исконная Финляндия в губернии Западная Финляндия в непосредственной близости от города Турку и Каарина.
С 1 января 2009 года был объединён с общинами Нагу, Корпо, Хоутскари и Иниё, составив новый город Вестобуланд (швед. Väståboland) или Западная Турунмаа (фин. Länsi-Turunmaa); 1 января 2012 года город был переименован в Парайнен.

## История
Первые упоминания о поселении в Паргасе относятся к 1100-м годам.
Статус городского поселения закреплен в 1948 году, а города — в 1977 году.
В городе много достопримечательностей таких, как, например, самый красивый в мире архипелаг, крупнейший в Финляндии и Скандинавии известковый карьер по разработке известняка открытым способом глубиной 100 метров, где добыча ведется непрерывно с 1300-х годов; средневековая церковь из серого гранита, район города Ванха Малми (Vanha Malmi), Музей Скюттала, а также Краеведческий и Промышленный музеи, Музейное кафе Fredrikan tupa, средневековое поместье Куитиа (Qvidjan), овцеводческая ферма Стенторп, усадьба Лофсдал со своими антикварными интерьерами, заповедник Ленхолма с дубовыми рощами и прибрежными лугами, изба матроса Саттмарк от XVIII века, винодельная ферма Таммилуото на острове Лемлахти, единственная в Финляндии фабрика по выпуску сигар Cigar Factory J. Sundqvist и розарий Виолы Ренвалл возле ратуши.

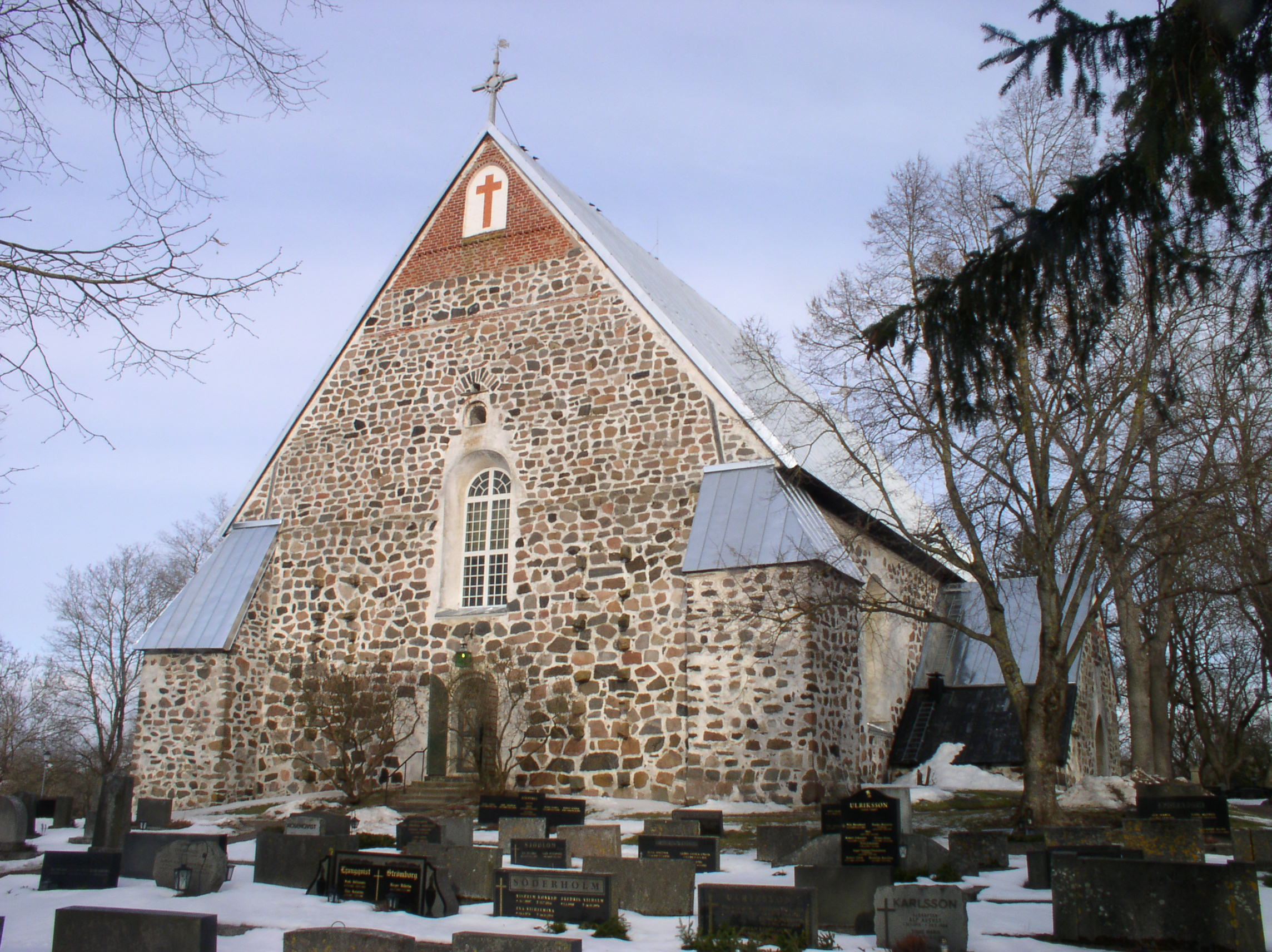
Церковь в Паргасе

Одной из самых ярких картин финской художницы Доры Вальрус (Anna Dorothée (Dora) Wahlroos) написанной в конце 1800-х является работа «Ilta Paraisilla» (Вечерний Паргас). Также 1896—1897 годах художница расписывала в Паргасе алтарь церкви, написав картину «Нагорная проповедь» (Alttaritaulu on nimeltään Vuorisaarna).

### Транспорт
Через Паргас открывается дорога, ведущая через Корппоо по островам архипелага. Общая протяженность маршрута 250 километров.
Самый удобный морской путь в Паргас (Парайнен) — это южный фарватер глубиной 7,5 м через Парайстен Портти (Ворота Парайнен). Со стороны Турку можно выбрать фарватер под мостом Хессунд, вокруг города с восточной стороны. Глубина фарватера — 1,5 м. Третий альтернативный путь — со стороны Айристо по фарватеру глубиной 2,1 между полуостровами Stormälö и Lillmälö. На этом пути имеется подъёмный мост, а также мост и силовые линии со свободной высотой 14 м.

### Ежегодные мероприятия
В городе ежегодно проводятся: «Рынок островитян», «Дни Парайнен», Органный фестиваль Парайнен, праздник района Vanha Malmi, летний театр Teatteripuulaaki, всемирно известный музыкальный фестиваль «Rowlit-Party in Rock», Maalaispirssi или Kiva i Pargas, Неделя культуры, которую оканчивает Ночь древних огней, Открытие Рождественской улицы и Рождественская ярмарка в районе Ванха Малми.

### Климат
| Показатель                    | Янв. | Фев.  | Март | Апр. | Май  | Июнь | Июль | Авг. | Сен. | Окт. | Нояб. | Дек. | Год |
| ----------------------------- | ---- | ----- | ---- | ---- | ---- | ---- | ---- | ---- | ---- | ---- | ----- | ---- | --- |
| Средний суточный максимум, °C | −2,8 | −2,7  | 0,8  | 7,0  | 14,4 | 18,9 | 22,2 | 20,5 | 15,1 | 8,7  | 3,7   | 0,2  | 8,8 |
| Средний суточный минимум, °C  | −9,4 | −10,3 | −8   | −1,9 | 3,3  | 8,3  | 12,0 | 11,0 | 7,0  | 2,2  | −1,4  | −5   | 0,7 |
| Норма осадков, мм             | 44   | 28    | 24   | 35   | 31   | 46   | 64   | 78   | 65   | 64   | 58    | 51   | 588 |
| Источник:                     |      |       |      |      |      |      |      |      |      |      |       |      |     |

### Население
54 % жителей Парайнена используют шведский язык в качестве основного, а 45 % — финский.
| 1980   | 1985     | 1990     | 1995     | 2000     | 2005     | 2010     | 2014     |
| ------ | -------- | -------- | -------- | -------- | -------- | -------- | -------- |
| 14 563 | ↗ 15 236 | ↗ 15 712 | ↘ 15 583 | ↘ 15 295 | ↗ 15 298 | ↘ 15 501 | ↘ 15 482 |

### Транспорт
Шоссейные дороги связывают город с другими крупными городами Финляндии. Также имеется сообщение на шхерных судах и паромах до самых дальных островов архипелага.
| - Хельсинки — 167 км - Турку — 22 км | - Каарина — 15 км - Сало — 60 км | - Рованиеми — 708 км | - Науво — 26 км. |

### Известные горожане
- Клас Флеминг — военный и государственный деятель Швеции.
- Аймо Аалтонен — финский политический деятель.

## Города-побратимы
| - Ханинге - Ульстейн | - Чудово (с 2002) - Кярдла |